# Бентли, Вильсон
Ви́льсон А́лвин Бе́нтли, прозванный «Снежинка» (англ. Wilson Alwyn «Snowflake» Bentley; 9 февраля 1865 — 23 декабря 1931) — один из первых известных фотографов снежинок; усовершенствовал процесс их ловли на чёрном бархате таким образом, что изображения могли быть получены, прежде чем объект растает или возгонится.

## Биография

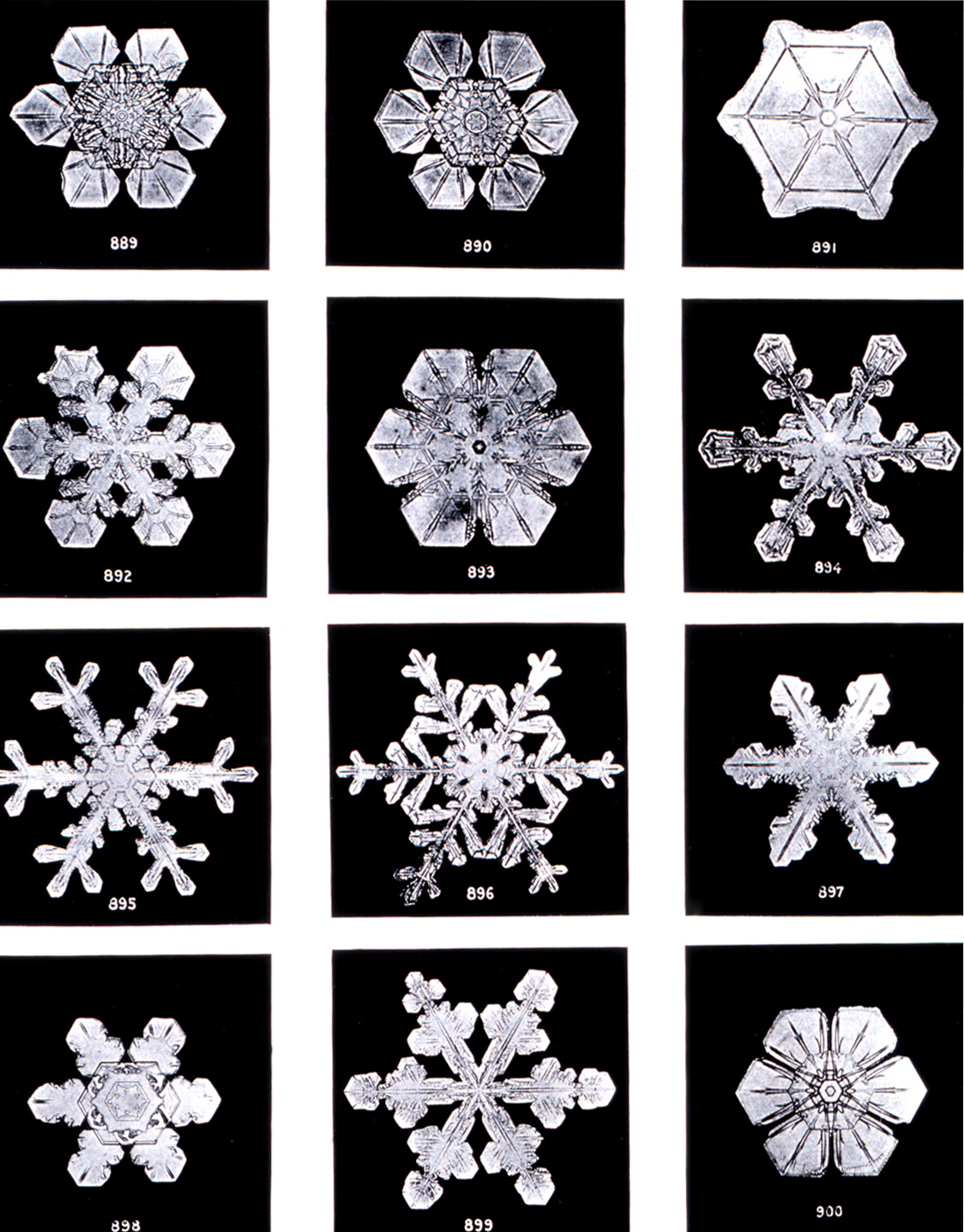
Фотографии снежинок 1902 года

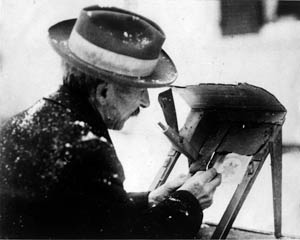
За работой

Бентли родился 10 февраля 1865 года в городе Джерико в штате Вермонт. Кристаллы снега впервые заинтересовали его, когда он был подростком и работал на ферме. Он пытался зарисовать увиденное через подаренный ему матерью старый микроскоп, но снежинки устроены слишком сложно и быстро исчезают даже при отрицательных температурах. Тогда он решил их фотографировать, что удалось ему после долгих экспериментов 15 января 1885 года. За всю свою жизнь Бентли создал более 5000 изображений кристаллов снега.
Работа Бентли привлекла к себе внимание в последние годы XIX века. Гарвардский минералогический музей приобрёл некоторые из его микрофотографий. В сотрудничестве с Джорджем Перкинсом, профессором естественной истории университета штата Вермонт, Бентли опубликовал статью, в которой он утверждал, что нет двух одинаковых снежинок. Эта концепция захватила воображение общественности, и он опубликовал другие статьи в журналах, в том числе «National Geographic», «Nature», «Popular Science» и «Scientific American». Его фотографии были запрошены академическими учреждениями со всего мира. В 1931 году Бентли работал с Уильямом Хамфрисом из Бюро погоды США; результатом этого сотрудничества стала монография «Snow Crystals» с 2500 иллюстрациями. Среди других публикаций его фотографий — иллюстрации к статье «Снег» в 14-м издании «Encyclopædia Britannica».
Бентли также фотографировал другие формы воды, включая облака, туман и капли.
Он умер от пневмонии в своем имении 23 декабря 1931 года, пройдя шесть миль в метель, чтобы сфотографировать снежинки. Его имя увековечено в названии научного центра Джонсоновского государственного колледжа в Джонсоне, штат Вермонт.

## Публикации
- Thompson, Jean M., Illustrated by Bentley, Wilson A. Water Wonders Every Child Should Know (Garden City: Doubleday, Page & Co. 1913
- Bentley, Wilson A. The Guide to Nature (1922)
- Bentley, Wilson A. 'The Magic Beauty of Snow and Dew', National Geographic (January 1923)
- Bentley, Wilson A.; Humphreys, William J. Snow Crystals (New York: McGraw-Hill, 1931)
- Bentley, Wilson A. «Snow», Encyclopædia Britannica: Vol. 20 (14th ed., 1936; pp. 854-856)
- Knight, N. (1988) «No two alike?» Bulletin of the American Meteorological Society 69(5):496